# 史密斯威森M15左輪手槍
史密斯威森K-38戰鬥傑作型M15（英語：Smith & Wesson Model K-38 Combat Masterpiece Revolver Model 15）是一款由美国槍械公司史密斯威森專為軍隊和警隊使用而研製及生產的6發式“K型底把”雙動操作式左輪手槍，具備可調節的開放式瞄準具，並且裝有4英寸（101.6毫米）槍管，不過在生產過程中的不同時間也提供了其他槍管選件；發射.38 S&W特種彈口徑手枪子彈。K型底把比原來的N型底把.357口徑（通常都是指史密斯威森M27）稍為細小和輕盈。
該槍最初被命名為“K-38戰鬥傑作型”，直到1957年，史密斯威森將所有旗下左輪手槍都指定了數字型號以後，將其更名為Model（型號）15（即「15型」）。它是史密斯威森M14瞄準傑作型的縮短槍管型版本，本質上是開創性質的史密斯威森M10（“Military and Police”，即「軍警型」）左輪手槍的具有瞄準射擊功能型號的可調節瞄具版本。M15的主要生產週期是從1949年到1999年。直到2011年，它停產了大約十年以後，在史密斯威森的經典左輪手槍系列系列以下重新推出其再加工成型版本。

## 歷史記錄
史密斯威森K-38戰鬥傑作型M15左輪手槍是經典的1899式K型底把（中型）軍警型.38 S&W特種彈（又名.38 Special）六發式雙動左輪手槍的派生型產品。在整個20世紀當中，軍警型經歷了穩步的發展；而在第二次世界大戰以後的幾年當中，史密斯威森分拆出了多種衍生型，並且成為獨立的型號。其中之一就是K-38瞄準傑作型，該傑作型於1947年開始生產。瞄準傑作型包括了眾多當時而言的新功能和／或特殊功能，包括一根附有狹窄的槍管散熱肋條、可用以提供水平的光学瞄準鏡平台的6英寸槍管；帕特里奇（Patridge）準星，千分尺微調式照門，史密斯威森.375英寸短拋式擊錘，超行程的扳機調節裝置和改進型握把。注意到瞄準傑作型的準確性，眾多警察部門和联邦调查局很快就要求使用裝有4英寸槍管和鮑曼快掏式（Baughman Quick Draw）準星的左輪手槍。而成果就是K-38戰鬥傑作型。K-38瞄準傑作型和K-38戰鬥傑作型之間的主要區別在於槍管長度和準星。
直到1957年，當所有史密斯威森左輪手槍都指定了數字型號時，K-38戰鬥傑作型更名為Model（型號）15（即「15型」）。（而軍警型和瞄準傑作型分別重新命名為M10和M14。）型號編號沖印在彈巢軛後方的底把以上，因此（只能）在擺出彈巢時可以見到。這些年來，已經進行了許多生產和工程更改，其中的一些是由型號編號後綴的破折號加上數字（15-1，-2，-3）表示。
多年來，M15的生產當中製有多種槍管長度，最常見的是4英寸（標準）和2英寸（1964年—1988年）。1972年，史密斯威森推出了不銹鋼版本的Model（型號）67（即「67型」）。1997年，擊錘和內部鎖具從原來的錘擊式撞針／內置式擊錘擋改為浮動式撞針／金屬粉末注射成型（MIM）平面擊錘，並且保留了撞針擋保險，與傳遞桿保險設計不同，它隨扳機扣動向上連動。擊錘敲擊傳遞桿，將撞擊力度傳遞到撞針，而擊錘擋系統當中的擋塊通過扳機扣力向下滑動時，使得擊錘到撞針的障礙得以移除，使得擊錘可撞擊撞針。這兩套保險系統的操作方式相反，但是達到了只准在扳機完全扣動時才可讓該槍擊發的相同目的。
M15是一款廣受歡迎的執法佩槍，從1962年到1992年間一直是美國空軍警察的標準發配佩槍，直到後來被貝瑞塔M9手槍所取代。
1999年，由於收購和重組，史密斯威森M15的正式生產就此停止，儘管在2001年和2002年推出了一些限量版的“遺產系列”型號。直到2011年，史密斯威森在其「經典左輪手槍」系列以下重新推出其M15（15-10），該槍經過重新加工，裝上了附有護罩的重新設計的槍管，以及一個內置扳機鎖（位於左側的彈巢釋放手動按鈕的正上方）。

## 規格
- 底把：方柄與開槽式柄腳
- 握把：格子網紋的核桃木柄，附有「S&W」字母標誌
- 表面處理：史密斯威森烤藍碳鋼 ，在瞄準具區域周圍進行噴砂處理和鋸齒處理，以分解光反射
- 扳機：附有可調節扳機擋塊的S&W開槽式扳機
- 彈藥：.38 S&W特種彈、.38 S&W特種中程彈、.38高膛壓（英语：Overpressure ammunition）（+P）

## 工程和生產變更時間表

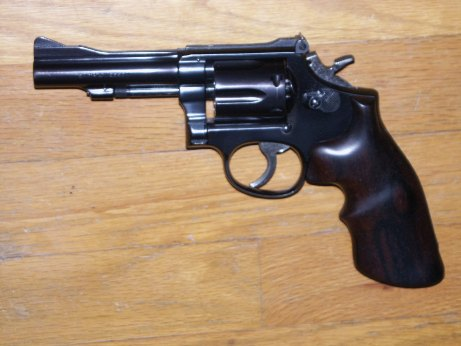
史密夫威信M15-2

隨著K-38戰鬥傑作型左輪手槍M15的發展，該槍進行了以下的工程和生產變更：
- 1949年，推出K-38戰鬥傑作型
- 1955年，移除了上側板螺絲
- 15（1957年）：K-388戰鬥傑作型改以Model（型號）15之名繼續生產；並沖印上了型號。
- 15-1（1959年）：改變退殼桿，從右到左回轉的膛線。
- 15-2（1961年）：弹巢擋出現改變，刪去扳機護環螺絲。
  - （1964年）：推出2英寸重槍管
- 15-3（1967年）：改變轉動缺口式照門的葉狀螺絲位置。
  - （1968年）：刪去菱形軸襯握把。
- 15-4（1977年）：將閉氣環從工字型弔桿轉移到彈巢（不是一個真正的“改良”。它並使它在具有沉重的鉛覆蓋物以下更容易清洗，但基本上是成本削減措施。）；消除槍管的銷釘。
- 15-5（1982年）：推出該改進型。
  - （1986年）：推出6英寸和83⁄8英寸槍管型號。
- 15-6（1988年）：新型工字型弔桿保持系統；半徑螺柱包；擊錘鼻套管。
  - （1988年）： 83⁄8英吋和2英吋槍管型號停產。
- 15-6（1992年）：6英吋槍管型號停產，僅保留純烤藍表面處理。
- 15-7（1994年）：導入了邁克叔叔戰鬥人工合成握把；鑽絲錐底把；改變後座板；改變抽殼鈎（英语：Extractor (firearms)）。
  - （1995年）：刪去方型握把的功能。
  - （1996年）：開始使用藍色泡沫填充的塑料盒出貨。
  - （1997年）：只有4英吋槍管型號；更改為MIM拇指按壓柄；附帶主扳機鎖；更改為MIM扳機。
- 15-8（1997年）：改變底把設計：消除彈巢停止螺栓；消除鋸齒舌片；更改為MIM擊錘與浮動式撞針，並且改變內部旋轉工作。
- 15-8（1999年）：11月，M15停止生產。
- 15-8（2001年）：由史密夫威信性能中心限量生產盧·霍頓遺產系列。
- 15-9（2002年）：由史密夫威信性能中心限量生產盧·霍頓遺產系列的麥吉文型號。3款型號以紀念1934年由埃德·麥吉文（Ed McGivern）創造的世界速度紀錄。所有型號均配備附有金珠的Patridge夜間準星，附有當時的阿爾塔芒特花式（Altamount Fancy）花紋制式握把的圓型握把底把，6英吋槍管，安裝在底把右側的埃德·麥吉文紀念板，以及“遺產系列”槍盒。
- 15-10（2011年）：在其「經典左輪手槍」系列以下重新推出，重新設計，附有護罩，重新設計的槍管，內置式扳機鎖。

## 軍警用途
最初是在1956年時，身為“K-38戰鬥傑作型”的這款左輪手槍獲美国空军戰略空軍司令部精英衛隊所購入。從1960年到1969年間，美國空軍購入了大量裝有4英寸槍管的M15-1、M15-2和M15-3左輪手槍。唯一的獨特標記在於底把左側的“ U.S.A.F”。 最初，所有該槍都是烤藍表面處理，儘管有一部份在空軍服役期間作再磷化處理。從1962年到1992年間，M15是美國空軍空中／保安警察的制式佩槍。它亦被發配給包括海軍保安部隊在內的美軍其他部門的保安人員。
空軍為M15發配了兩種.38特種彈種類，最初是M41 .38特種實心（全金屬披甲）彈藥，或是萁後研發的.38特種口徑實心PGU-12/B高速彈藥。M41是一款額定值為13,000磅力每平方英寸的低壓彈藥，設計之初用於158格令的實心彈丸，但在該彈藥以上改為裝有130格令FMJ實心彈丸。只由美國空軍發配的PGU-12/B的最大允許膛壓等級大大提高至20,000磅力每平方英寸，足以從堅實的6英寸（152.4毫米）測試型槍以1,125英尺／秒（342.9米／秒）的速度射出130格令FMJ實心彈丸，或從4英寸（101.6毫米）左輪手槍槍管以950—980英尺／秒（289.56—298.7米／秒）的速度射出同款彈丸。
1985年開始，史密斯威森M15左輪手槍被9×19毫米口徑的貝瑞塔M9手槍所取代；到1990年代初，它已被全數淘汰。
除軍事用途外，史密斯威森M15還由美國許多警察部門以及各種聯邦執法機構所發配。1972年，史密斯威森生產了M15的不鏽鋼版本，並將其命名為Model 67（史密斯威森M67）。

## 用戶
洛杉矶警察局的史密斯威森M15左輪手槍（與同部門發配的史密斯威森M36 5發式2英寸短槍管左輪手槍鼻鼻史密斯和韋森左輪手槍，用作探員、便衣、臥底和其他下班警員的隨身攜帶武器）被修改為純雙動操作射擊模式。這是由部門槍械技師將擊錘以上的整個待擊凹口打磨了下來所達成的。然後警員進行相關的訓練當中培育中無需讓武器待擊的射擊戰鬥風格。這種變化可能出導致意外傷害和／或財物損失，以及在警官只是為了使得他們的武器待擊時、卻（可能是由於受到物理攻擊或在尋找嫌疑人過程中受驚而）不經意地擊發武器，以後還引發對LAPD提起的訴訟。在訴訟當中，事實自證的原則很容易得到肯定，因為“無意中的武器擊發屬於疏忽擊發”。
堪薩斯州陸上公園警察局在採用貝瑞塔92半自動手槍以前都使用該款左輪手槍。

## 資料來源
1. ↑  1949年，由美國海軍陸戰隊喬治·O·凡·奧登准將的夫人弗洛拉·米切爾·凡·奧登（Flora Mitchell Van Orden）所設計的「K-38戰鬥傑作型左輪手槍M15」，在史密斯威森總部受到了Tiny Helwig的關注以下，是S&W用戶手冊封面上的全名。
2. 1 2 3 4 5 6 7 8 9  Supica, Jim; Nahas, Richard. . Iola, Wisconsin: F+W Media, Inc. 2007: 346–347  [2019-12-07]. ISBN 0-89689-293-X. （原始内容存档于2014-07-09）.
3. ↑  Owner’s Manual K-38 Combat Masterpiece Revolver Model No. 15 (05-01-0177 S&W No. 5101A)
4. ↑  Military .38 Special Ammunition, The American Rifleman (March 1982), p. 68

## 外部連結
- （英文）—Smith & Wesson Model 15 Classic Product Page
- （英文）—Modern Firearms—Smith & Wesson "Military and Police" M10 and other K-frame revolvers
- （英文）—IMFDB Smith & Wesson Model 15 page （页面存档备份，存于）
- （英文）—The Arms Room: Model 15-4 1980（页面存档备份，存于）
- （英文）—Deciphering the Masterpiece （页面存档备份，存于）
- （英文）—S&W Model 15 Safety System (video) （页面存档备份，存于）
- （英文）—S&W Model 10 Part 1 - Disassembly (video) （页面存档备份，存于） (same process and general parts as Model 15)
- （英文）—S&W Model 10 Part 2  - Reassembly (video) （页面存档备份，存于） (same process and general parts as Model 15)